# Metopiasina
Sous-tribu
Synonymes
- Metopiini Raffray, 1904[2]

Les Metopiasina sont une sous-tribu de coléoptères de la famille des Staphylinidae, de la sous-famille des Pselaphinae, de la super-tribu des Euplectitae et de la tribu des Metopiasini.

## Genres
Barrometopia - 
Bibrax - 
Chandleria - 
Metopias (type) - 
Metopiasoides - 
Metopiellus - 
Metopiosoma - 
Metopioxys

## Liste des genres
Selon BioLib (14 février 2019) :
- genre Metopias Gory, 1832